# Mañón
Mañón (galiciskt uttal: [maˈɲoŋ]) är en kommun i provinsen A Coruña i den autonoma regionen Galicien i nordvästra Spanien. Kommunen har 1 223 invånare (2024), på en yta av 82,21 km². Kommunens huvudort är O Porto do Barqueiro (spanska: Puerto del Barquero) med 498 invånare (2023).
Mañon ligger längs kusten vid Punta da Estaca de Bares, på gränsen mellan Atlanten och Biscayabukten. Kommunen gränsar till Ortigueira, Pontes de García Rodríguez, Muras, Orol och Vicedo.
Mañon är Galiciens och Spaniens nordligaste kommun. Kommunen bildar en smal och lång terräng mellan provinserna Lugo och A Coruña på västra sidan av floden Sor, vilken utgör gränsen mellan de båda områdena. Den viktigaste kommunikationsleden är bilvägen AC-862/LU-862, som startar i Narón och löper längs Galiciens norra kust till San Cibrao.

## Församlingar
- Bares (Santa María) - CP 15337
- Las Grañas del Sor (San Mamés) - CP 15339
- Mañón (Santa María) - CP 15339
- Mogor (Santa María), också känd som El Barquero - CP 15337
- Las Riberas del Sor (San Cristóbal) - CP 15337

## Bildgalleri

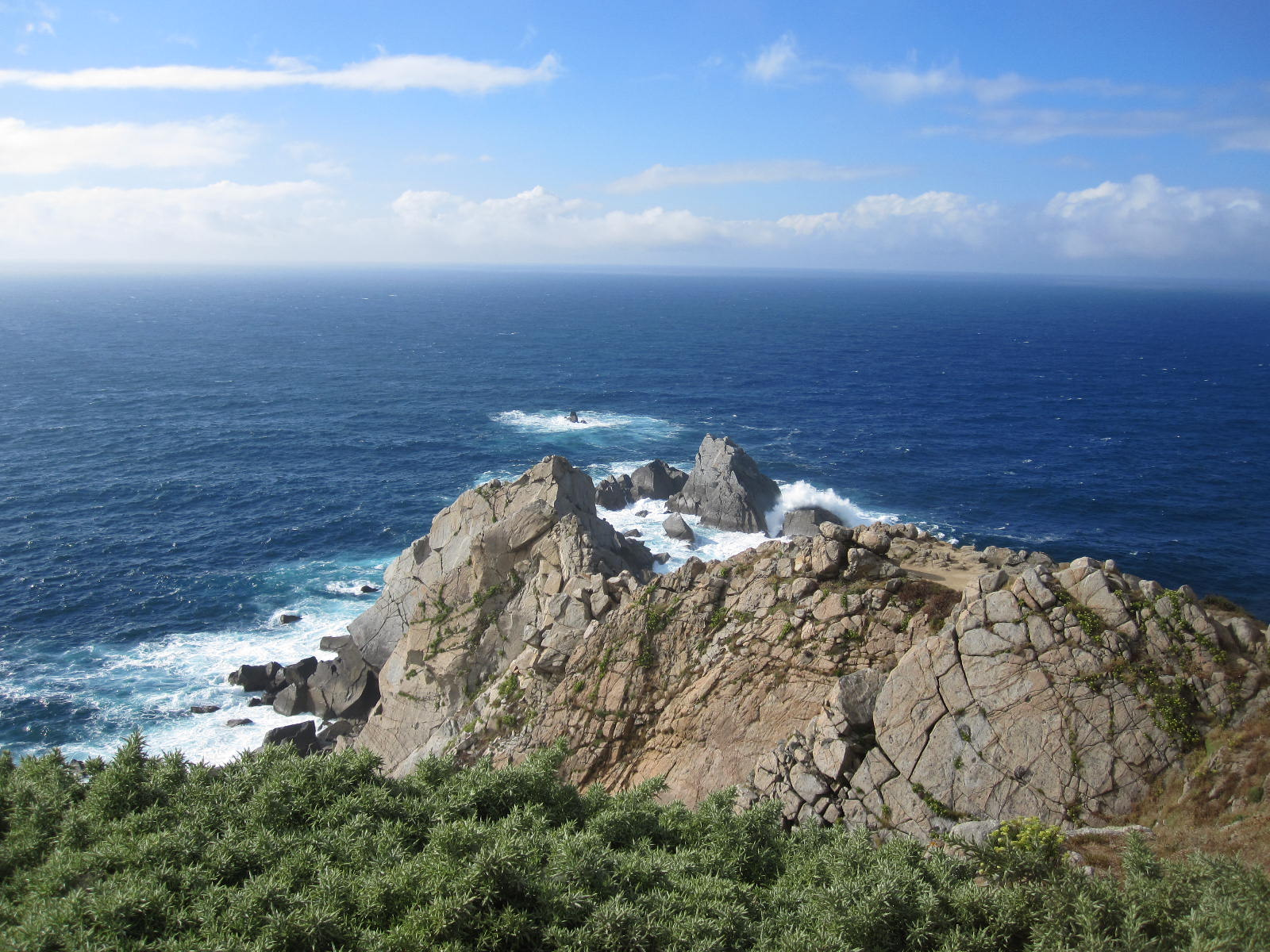
Punta da Estaca de Bares.
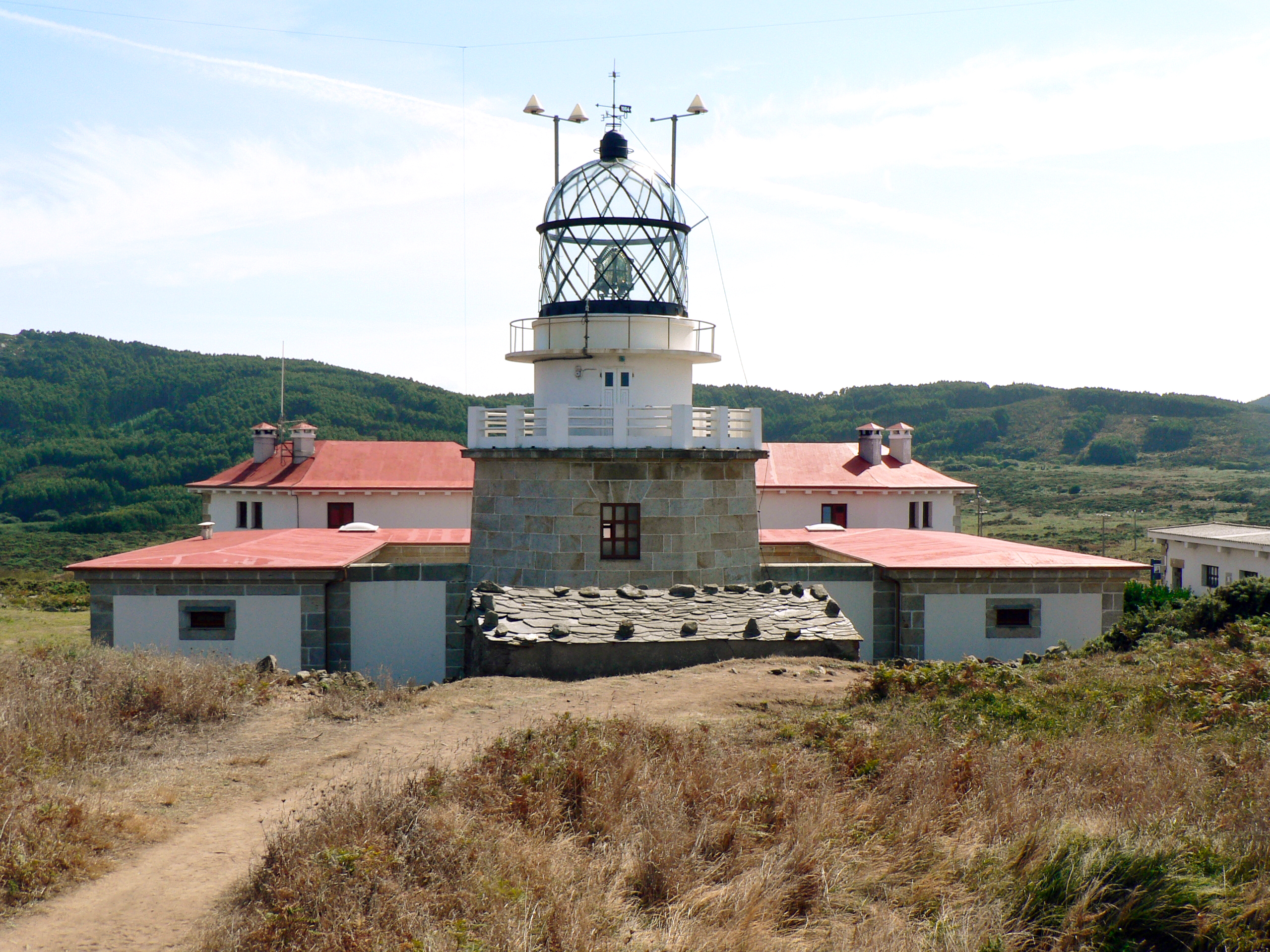
Fyren vid Estaca de Bares.
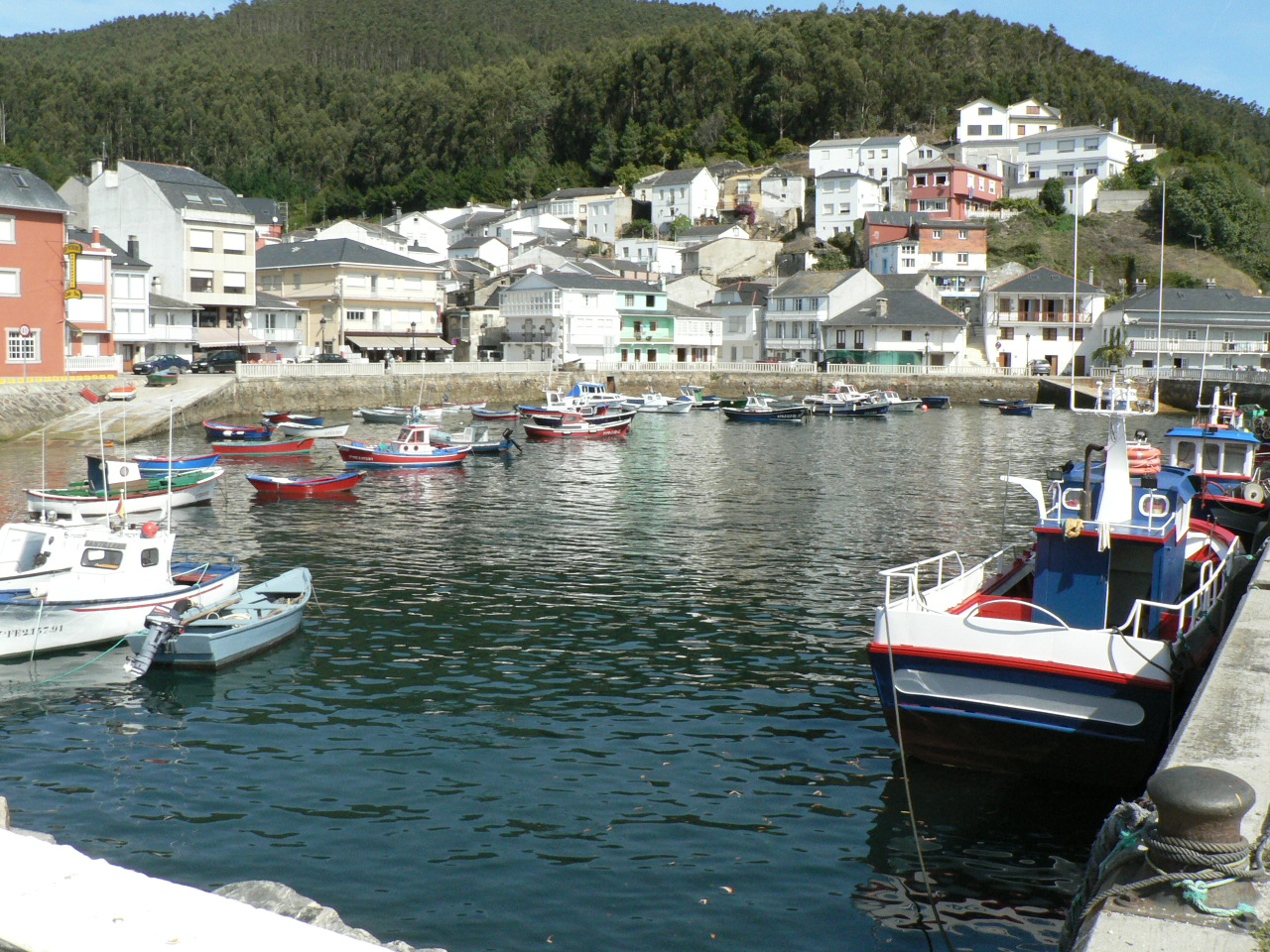
Hamnen i O Porto do Barqueiro.